# Jeff Kent
Pour les articles homonymes, voir Kent (homonymie).
Jeffrey Franklin Kent (né le 7 mars 1968 à Bellflower, Californie, États-Unis) est un ancien joueur américain de baseball qui a évolué durant 17 saisons dans les Ligues majeures de baseball, de 1992 à 2008.
Nommé joueur par excellence de la Ligue nationale en 2000 au terme de l'une de ses 6 saisons avec les Giants de San Francisco, Jeff Kent est le joueur de deuxième but ayant frappé le plus grand nombre de coups de circuits dans l'histoire des ligues majeures, avec 351. Utilisé sporadiquement au premier et troisième but et comme frappeur désigné, il a réussi 377 circuits au cours de sa carrière et frappé plus de 2 000 coups sûrs. Il a été choisi cinq fois pour le match des étoiles et remporté quatre Bâtons d'argent.

## Carrière

### Débuts
Jeff Kent joue au baseball à l'école secondaire Edison High School de Huntington Beach. Son entraîneur, Ron La Ruffa, le déplace de sa position habituelle, l'arrêt-court, au deuxième but, une décision, croit Kent, qui est prise pour l'humilier. Le conflit qui se développe ainsi entre le jeune homme et son entraîneur amène celui-ci à expulser Kent de son équipe.
Kent joue au baseball universitaire pour les Golden Bears de l'université de Californie à Berkeley avant d'être choisi au 20e tour du repêchage amateur de 1989 par les Blue Jays de Toronto.

### Blue Jays de Toronto (1992)
Après trois saisons en ligues mineures, Jeff Kent participe au camp d'entraînement de présaison des Blue Jays en 1992. Il est sur l'effectif de 25 joueurs des Jays pour le match d'ouverture de la saison, mais ne participe à sa première rencontre que quelques jours plus tard, le 12 avril 1992. Il entre alors en jeu en 5e manche face aux Orioles de Baltimore en tant que joueur de troisième but et, en deux présences au bâton, frappe son premier coup sûr en carrière, un double aux dépens du lanceur José Mesa. Il est souvent utilisé comme remplaçant au deuxième but pendant les deux premiers mois de la saison. Il devient le titulaire au troisième but après la blessure de Kelly Gruber. 

### Mets de New York (1992-1996)
Le 27 août 1992, Toronto échange Kent aux Mets de New York contre le lanceur partant droitier David Cone. Kent s'installe alors au deuxième but, la position qui sera la sienne pour la majorité de sa carrière. L'exception est la saison 1996, sa dernière à New York, que Kent amorce au poste de troisième but. L'équipe, pour faire de la place au joueur d'arrêt-court Rey Ordóñez, une recrue qui débute en 1996, déplace le joueur d'arrêt-court des dernières années José Vizcaíno au deuxième but, ce qui libère le troisième coussin pour Kent. Ce dernier y éprouve beaucoup de difficultés et commet 21 erreurs en 89 matchs.
Ses cinq saisons avec les Mets sont mitigées : même si Kent s'affirme comme un bon frappeur, les Mets restent parmi les plus mauvaises équipes de Ligue nationale. Le 29 juillet 1996, il est à nouveau transféré en milieu de saison, cette fois vers les Indians de Cleveland. 

### Indians de Cleveland (1996)
Il n'a que peu d'impact dans une équipe pourtant qualifiée pour les séries éliminatoires. Il est envoyé aux Giants de San Francisco dans un échange impliquant six joueurs, dont Matt Williams, joueur des Giants depuis 10 ans. Brian Sabean, directeur général des Giants, fut tellement critiqué pour cette transaction qu'il se dut se défendre face aux médias en déclarant « Je ne suis pas un idiot ».

### Giants de San Francisco (1997-2002)
La carrière de Kent décolle vraiment à San Francisco à partir de la saison 1997. Dès son arrivée, il est placé juste après Barry Bonds dans l'alignement des frappeurs et grâce à la confiance du manager Dusty Baker, Jeff Kent aligne les bonnes performances et frappe 29 circuits sur 145 coups sûrs, produit 121 points. Parmi les meilleurs frappeurs et producteur de points pendant ses six saisons avec les Giants, il accumule 689 points produits et 175 circuits. En 2000, ses performances sont reconnues à travers le trophée de joueur par excellence de la Ligue nationale. Avec 33 circuits, 125 points produits et une moyenne au bâton de ,334, il devance son coéquipier Barry Bonds qui le dépasse pourtant dans de nombreuses catégories statistiques. Les Giants terminent premier de leur division, mais s'inclinent en série de division face aux Mets de New York.
La confiance des Giants envers Kent s'effrite quelque peu en 2002 alors qu'on lui reproche d'avoir, au camp d'entraînement, menti au sujet d'une blessure. Kent se fracture l'os du poignet gauche en faisant des acrobaties sur sa motocyclette, mais affirme au club qu'il s'est blessé en lavant son camion. Le mensonge devient évident puisque des appels au 9-1-1 confirment que Kent a eu un accident avec sa moto. Cette année-là, Kent frappe un sommet personnel de 37 circuits et aide les Giants à remporter le titre de la Ligue nationale, mais la saison est mouvementée : en juin, il est impliqué dans une bagarre avec la superstar du club, Barry Bonds. Une altercation survient dans l'abri des joueurs, où Bonds pousse Kent avant que les deux coéquipiers ne soient séparés. 
En 2002, Jeff Kent réussit une très bonne saison pour un joueur de deuxième but avec 37 circuits, 108 points produits et une moyenne au bâton de ,313. La combinaison Kent-Bonds permet aux Giants d'accrocher la place de meilleur second dans la course aux séries éliminatoires. Les Giants battent les Braves d'Atlanta, puis les Cardinals de Saint-Louis, mais échouent face aux Angels d'Anaheim en Série mondiale 2002. Après cette saison presque parfaite, Dusty Baker annonce son départ et Kent quitte les Giants pour les Astros de Houston.

### Astros de Houston (2003-2004)
Il signe un contrat de deux ans avec les Astros pour un montant de 19,9 millions de dollars. Ses deux saisons dans le Texas sont du même niveau que les précédentes. Il est sélectionné pour la quatrième fois dans l'équipe de Ligue nationale lors du match des étoiles 2004. Le 2 octobre 2004, il frappe son 288e circuit en tant que joueur de deuxième but, dépassant Ryne Sandberg dans cette catégorie statistique. En série éliminatoire face aux Cardinals, il frappe un circuit pour 3 points qui permet aux Astros de mener 3 victoires à 2. Mais les Cardinals gagnent les deux matchs suivants et remportent le titre de Ligue nationale.

### Dodgers de Los Angeles (2005-2008)
Le 14 décembre 2004, il signe un contrat de trois ans et 21 millions de dollars avec les Dodgers de Los Angeles. Il a évolué 4 saisons avec eux avant d'annoncer sa retraite à l'issue de la saison 2008. Il se retire en totalisant le plus grand nombre de coups de circuits en carrière pour un joueur de deuxième but, avec 74 de plus que le membre du Temple de la renommée du baseball Ryne Sandberg.

### Palmarès
Jeff Kent dispute 2 298 matchs en 17 saisons dans le baseball majeur et se retire avec 377 circuits, dont un record de 351 en carrière comme joueur de deuxième but. Il amasse 2 462 coups sûrs, dont 560 doubles, en plus de 1 518 points produits et 1 320 points marqués. Sa moyenne au bâton en carrière s'élève à ,290 et sa moyenne de puissance à ,500. Son pourcentage de présence sur les buts se chiffre à ,356.
La candidature de Jeff Kent au Temple de la renommée du baseball est soumise à l'Association des chroniqueurs de baseball d'Amérique depuis 2014. Alors que le nom d'un joueur doit être appuyé par 75 % des électeurs pour être élu au Temple, Kent n'a récolté que 15,2 pour cent, 14 pour cent et 16,6 pour cent des suffrages en 2014, 2015 et 2016, respectivement. Parmi les raisons expliquant le peu d'enthousiasme suscité par sa candidature, la pauvreté de son jeu défensif est souvent cité, le fait qu'il compila d'intéressantes statistiques de manière constante mais sans réellement s'élever au-dessus de la masse à une époque où l'offensive était globalement à la hausse.

#### Faits marquants
- Cinq sélections pour le match des étoiles : 1999, 2000, 2001, 2004, 2005.
- Joueur par excellence de la Ligue nationale : 2000.
- 4 Bâtons d'argent pour un joueur de deuxième but : 2000, 2001, 2002, 2005.
- Plus grand nombre de circuits frappés par un joueur de deuxième but (351).
- 560 doubles en carrière.

## Personnalité
Jeff Kent se fait peu d'amis dans le baseball professionnel. Sa personnalité plus ou moins engageante est documentée par plusieurs incidents, son manque de diplomatie est souligné, et même ses amis, comme Lance Berkman et Jeff Bagwell, admettent qu'il n'est pas un individu des plus plaisants. Les frictions entre lui et ceux qui l'entourent remontent jusqu'à l'école secondaire, où il avait été expulsé de l'équipe de baseball. Le journaliste Henry Schulman, du San Francisco Chronicle, a décrit Jeff Kent comme ayant « un sourire de tueur en série » et rapporte un incident bizarre survenu au camp d'entraînement des Giants en 2001 : Kent est vu fouillant dans une poubelle pour récupérer la dépouille d'un oiseau accidentellement tué en vol par une balle rapide de Randy Johnson lors d'un match pré-saison au Tucson Electric Park, pour ensuite l'offrir au lanceur des Diamondbacks de l'Arizona, qui n'est pas du tout amusé par ce cadeau.
Ses relations avec la superstar des Giants Barry Bonds sont tendues et la communication pratiquement inexistante. Les deux hommes se battent dans l'abri des joueurs en 2002 et, selon les dires de Kent quelques années plus tard, un certain nombre d'autres altercations eurent lieu au fil des années, loin des caméras. En 2004, Kent envoie un message à Bonds via les médias, disant à son ancien coéquipier de prendre ses responsabilités dans le scandale Balco.
Ses années chez les Dodgers de Los Angeles de 2005 à 2008 sont aussi marquées par des relations tendues avec ses coéquipiers. En 2005, son coéquipier Milton Bradley l'accuse de manquer de leadership et de ne pas « comprendre les Afro-Américains ». En 2007, il accuse les jeunes joueurs des Dodgers de manquer de professionnalisme, ce qui est mal reçu. Lorsque son coéquipier James Loney se fait demander par un reporter ce que cela veut dire lorsque l'on est critiqué par un « leader » de l'équipe, Loney rétorque : « Qui a dit qu'il était un leader ? ». Enfin, Kent transgresse un tabou chez les Dodgers lorsqu'il s'exprime sur l'annonceur Vin Scully, vénéré à Los Angeles : « Vin Scully parle trop ».

## Vie personnelle
En 2008, Jeff Kent fait don de 15 000 aux supporteurs de la Proposition 8, qui vise à amender la Constitution de Californie pour interdire le mariage de personnes de même sexe.
En 2012, il est candidat à l'émission Survivor: Philippines.
Jeff Kent s'est converti à la religion mormone en 1989.

## Statistiques de joueur
| Statistiques de frappeur |            |            |      |      |      |      |     |    |     |      |    |    |     |      |       |       |       |
| Saison                   | Équipe     | Ligue      | G    | AB   | R    | H    | 2B  | 3B | HR  | RBI  | SB | CS | BB  | SO   | BA    | OBP   | SLG   |
| 1992                     | TOR        | MLB        | 65   | 192  | 36   | 46   | 13  | 1  | 8   | 35   | 2  | 1  | 20  | 47   | 0,240 | 0,324 | 0,443 |
| 1992                     | NYM        | MLB        | 37   | 113  | 16   | 27   | 8   | 1  | 3   | 15   | 0  | 2  | 7   | 29   | 0,239 | 0,289 | 0,407 |
| 1993                     | NYM        | MLB        | 140  | 496  | 65   | 134  | 24  | 0  | 21  | 80   | 4  | 4  | 30  | 88   | 0,270 | 0,320 | 0,446 |
| 1994                     | NYM        | MLB        | 107  | 415  | 53   | 121  | 24  | 5  | 14  | 68   | 1  | 4  | 23  | 84   | 0,292 | 0,341 | 0,475 |
| 1995                     | NYM        | MLB        | 125  | 472  | 65   | 131  | 22  | 3  | 20  | 65   | 3  | 3  | 29  | 89   | 0,278 | 0,327 | 0,464 |
| 1996                     | NYM        | MLB        | 89   | 335  | 45   | 97   | 20  | 1  | 9   | 39   | 4  | 3  | 21  | 56   | 0,290 | 0,331 | 0,436 |
| 1996                     | CLE        | MLB        | 39   | 102  | 16   | 27   | 7   | 0  | 3   | 16   | 2  | 1  | 10  | 22   | 0,265 | 0,328 | 0,422 |
| 1997                     | SFG        | MLB        | 155  | 580  | 90   | 145  | 38  | 2  | 29  | 121  | 11 | 3  | 48  | 133  | 0,250 | 0,316 | 0,472 |
| 1998                     | SFG        | MLB        | 137  | 526  | 94   | 156  | 37  | 3  | 31  | 128  | 9  | 4  | 48  | 110  | 0,297 | 0,359 | 0,555 |
| 1999                     | SFG        | MLB        | 138  | 511  | 86   | 148  | 40  | 2  | 23  | 101  | 13 | 6  | 61  | 112  | 0,290 | 0,366 | 0,511 |
| 2000                     | SFG        | MLB        | 159  | 587  | 114  | 196  | 41  | 7  | 33  | 125  | 12 | 9  | 90  | 107  | 0,334 | 0,424 | 0,596 |
| 2001                     | SFG        | MLB        | 159  | 607  | 84   | 181  | 49  | 6  | 22  | 106  | 7  | 6  | 65  | 96   | 0,298 | 0,369 | 0,507 |
| 2002                     | SFG        | MLB        | 152  | 623  | 102  | 195  | 42  | 2  | 37  | 108  | 5  | 1  | 52  | 101  | 0,313 | 0,368 | 0,565 |
| 2003                     | HOU        | MLB        | 130  | 505  | 77   | 150  | 39  | 1  | 22  | 93   | 6  | 2  | 39  | 85   | 0,297 | 0,351 | 0,509 |
| 2004                     | HOU        | MLB        | 145  | 540  | 96   | 156  | 34  | 8  | 27  | 107  | 7  | 3  | 49  | 96   | 0,289 | 0,348 | 0,531 |
| 2005                     | LAD        | MLB        | 149  | 553  | 100  | 160  | 36  | 0  | 29  | 105  | 6  | 2  | 72  | 85   | 0,289 | 0,377 | 0,512 |
| 2006                     | LAD        | MLB        | 115  | 407  | 61   | 119  | 27  | 3  | 14  | 68   | 1  | 2  | 55  | 69   | 0,292 | 0,385 | 0,477 |
| 2007                     | LAD        | MLB        | 136  | 494  | 78   | 149  | 36  | 1  | 20  | 79   | 1  | 3  | 57  | 61   | 0,302 | 0,375 | 0,500 |
| Totaux                   | 16 saisons | 16 saisons | 2177 | 8058 | 1278 | 2338 | 537 | 46 | 365 | 1459 | 94 | 59 | 776 | 1470 | 0,290 | 0,357 | 0,504 |